# Érico San Juan
Nascido em 1976, em Piracicaba, SP. Ilustrador desde 1991. Graduado em Design Gráfico (Unimep) e Radialista Locutor (Senac - DRT 36.696).
Seus primeiros trabalhos profissionais foram publicados no Jornal de Piracicaba, onde atuou como ilustrador do Jornalzinho e criador da tira diária Dito, o bendito, que completa 30 anos de criação em 2023. 
Publicou caricaturas, textos de humor e quadrinhos em revistas e livros das editoras Panini, Globo, Moderna, Saraiva, Via Lettera, LIterare Books International, Bregantini, Virgo, Zodíaco, Marca de Fantasia, Peirópolis, Laços, Imprensa Oficial de São Paulo e Rio de Janeiro.
Integrou mais de setenta exposições, com trabalhos na Bienal Internacional da Caricatura (Rio de Janeiro), Museo de Humor Grafico Diogenes Taborda (Argentina) e Salão Internacional de Humor de Piracicaba.
Atuou como caricaturista ao vivo na Caterpillar, 3M, Sesi, Sesc e Senac, CCR Auto Ban, Caixa Econômica Federal, McDonald's, Unimep, Faculdade Anhanguera e FUMEP/EEP.
Em 2020, participou do programa Conversa na Pan com Patrick Santos, com suas caricaturas para o podcast 45 do Primeiro Tempo, nas plataformas multimídia da rádio Jovem Pan (São Paulo, SP).
Editou o jornal de humor Caricaras (2007) e a revista em quadrinhos Dito, o bendito (2021), publicações de capas customizadas com caricaturas e quadrinhos com os leitores como personagens.
Em 2021, produziu o Ilustre Podcast, de entrevistas com artistas e jornalistas brasileiros. 
Em 2023, participou como chargista convidado do programa Roda Viva, da TV Cultura
Ainda em 2023, apresenta um quadro sobre caricaturados e suas caricaturas no programa de Fernando Vítolo no YouTube, revezando com Heródoto Barbeiro e outros colunistas.  